# Salem Al-Dawsari
Salem Muhamed Al-Dawsari (en àrab: سالم محمد الدوسري; Jiddah, Aràbia Saudita, 19 d'agost de 1991) és un futbolista saudita que juga com a extrem dret en el Vila-real CF de la Primera Divisió espanyola, cedit per l'Al-Hilal FC saudita. És internacional amb la selecció de l'Aràbia Saudita.

## Trajectòria
Al-Dawsari va començar la seva carrera a l'Al-Hilal FC, equip amb el qual va disputar 114 partits i va marcar 21 gols, i va guanyar una Lliga Professional saudita (2016-17), dues Copes de Campions saudites (2015, 2017), tres Copes del Príncep de la Corona saudita (2012, 2013, 2016) i una Supercopa saudita (2015). El gener de 2018 va ser cedit al Vila-real CF de la Primera Divisió espanyola i va debutar el 19 de maig del mateix any en l'empat a casa 2-2 contra el Reial Madrid.
Amb la selecció de l'Aràbia Saudita, Al-Dawsari va disputar la Copa del Món sub20 de 2011. Va debutar amb la selecció absoluta el 2012 en un partit de la fase de classificació per a la Copa del Món de 2014. Amb l'absoluta, Al-Dawsari va disputar la Copa d'Àsia de 2015 i la Copa del Món de 2018.

## Palmarès
Al-Hilal FC
- Lliga saudita (1): 2016-17
- Copa de Campions saudita (2): 2015, 2017
- Copa del Príncep de la Corona saudita (3): 2012, 2013, 2016
- Supercopa saudita (1): 2015